# Lia Bronsard
Lia Bronsard (Quebec, 14 de março de 1963) é uma matemática canadense, professora da Universidade McMaster.

## Educação e carreira
Estudou na Universidade de Montreal, obtendo o diploma em 1983, com um doutorado em 1988 na Universidade de Nova Iorque, orientada por Robert Kohn.
Após curtos períodos na Universidade Brown, no Instituto de Estudos Avançados de Princeton e na Universidade Carnegie Mellon, foi para a Universidade McMaster em 1992.
Foi presidente da Canadian Mathematical Society em 2014-2016. Recebeu o Prêmio Krieger–Nelson de 2010.

## Contribuições
Em suas pesquisas usou fluxos geométricos para modelar a interface dinâmica de sistemas reação-difusão. Outros tópicos de suas pesquisas incluem formação de padrões, contornos de grãos e vórtices em superfluidos.

## Publicações selecionadas
- Bronsard, Lia; Kohn, Robert V. (1990), «On the slowness of phase boundary motion in one space dimension», Communications on Pure and Applied Mathematics, 43 (8): 983–997, MR 1075075, doi:10.1002/cpa.3160430804
- Bronsard, Lia; Kohn, Robert V. (1991), «Motion by mean curvature as the singular limit of Ginzburg–Landau dynamics», Journal of Differential Equations, 90 (2): 211–237, MR 1101239, doi:10.1016/0022-0396(91)90147-2
- Bronsard, Lia; Reitich, Fernando (1993), «On three-phase boundary motion and the singular limit of a vector-valued Ginzburg–Landau equation», Archive for Rational Mechanics and Analysis, 124 (4): 355–379, MR 1240580, doi:10.1007/BF00375607